# Station Lisowice
Station Lubliniec Lisowice is een spoorwegstation in de Poolse plaats Lubliniec.